# Проскоков, Николай Александрович
Николай Александрович Проскоков (1927—1982) — передовик советского сельского хозяйства, бригадир семеноводческого колхоза «Союз строителей» Ояшинского района Новосибирской области, Герой Социалистического Труда (1949).

## Биография
Родился в 1927 году на территории современной Новосибирской области.
В трудные годы Великой Отечественной войны ему было доверено возглавить первую бригаду семеноводческого колхоза «Союз строителей» в селе Балта Новосибирской области. Очень быстро проявил себя отличным организатором и завоевал авторитет у коллектива. Завершил обучение на трёхмесячных курсах на агротехника. Организовал труд 50 колхозников, в том числе льноводческое звено.
В 1948 году его бригада получила высокий урожай. Волокна льна-долгунца было собрано 6,3 центнера с гектара, а семян 6,4 центнера с гектара на площади 5 гектаров.
Указом Президиума Верховного Совета СССР от 20 марта 1949 года за достижение высоких показателей в производстве продукции сельского хозяйства и высокие урожаи льна Николаю Петру Александровичу Проскокову было присвоено звание Героя Социалистического Труда с вручением ордена Ленина и медали «Серп и Молот».
В 1950 году пошёл учиться в двухгодичной колхозной школе в Новосибирске.
Умер в 1982 году

## Награды
За трудовые успехи был удостоен:
- золотая звезда «Серп и Молот» (20.03.1949)
- орден Ленина (20.03.1949)
- другие медали.